# Tuyuques
Els tuyuques són un grup ètnic indígena que habita a les riberes dels rius Papurí, Inambú i Tiquié, en el departament colombià del Vaupés i l'estat de l'Amazones (Brasil). Són 825 al Brasil i 444 a Colòmbia i parlen tuyuca que forma part de la branca oriental de la llengües tucanes.

## Sociologia
Es tracta d'un conjunts de llinatges patrilineals, que s'identifiquen com a unitat lingüística exogàmica i posseeixen sabers propis, així com altres marques comunes d'identitat social. Poden ser definits llavors com a unitat exogàmica que fa part d'un sistema cultural regional, basat en l'intercanvi matrimonial.
Conreen iuca brava (Manihot esculenta), batata (Ipomoea batatas), nyam (Dioscorea), txonque (Xanthosoma), chontaduro (Bactris gasipaes), cacau, plàtans, alvocat (Persea americana), ají Capsicum, pinya (Ananas comosus), maranyó (Anacardium occidentale), mango (Mangifera indica), taronja i llimona (Citrus × limon). Preparen casabe de iuca. Cacen danta (Tapirus terrestris), pecarí (Tayassu pecari), paca (Agouti paca) i caiman (Caiman crocodilus). Complementen la seva alimentació amb la recol·lecció de fruits silvestres, formigues i larves "mojojoy". Teixeixen canastres i hamaca.